# Philippe de Weck
Philippe de Weck (n. 2 ianuarie 1919, Freiburg im Üechtland – d. 11 decembrie 2009 Freiburg) a fost un bancher elvețian și managerul băncii.

## Date biografice
De Weck studiază științele economice la universitatea din Freiburg, Elveția. La început va lucra în banca care aparținea familiei sale Bank Weck, Aeby & Cie.. După ce această bancă a fost preluată în anul 1953 de banca Schweizerischen Bankgesellschaft, de Weck va prelua conducerea filialei din Freiburg. Din anul 1956 conduce filiala din Geneva. In anul 1964 este numit director adjunct  al băncii, el va conduce concomitent mai multe filiale. Intre anii 1976 - 1980, este ales ca mebru al prezidiului bancar (SBG) din Elveția. Va aparține între anii  1989 - 1997 de grupa de experți Istituto per le Opere di Religione, care dă sfaturi financiare statului Vatican. 
De Weck a fost căsătorit, la moartea lui lasă o văduvă cu șapte copii, dintre care unul este bancher iar altul jurnalist.